# István Szekér
István Szekér (Várpalota, 25 december 1970) is een Hongaars ex-voetballer die onder meer voor Willem II en Verbroedering Geel speelde. Tegenwoordig is hij coördinator in Hongarije voor FC Twente.

## Carrière als voetballer
De voetbalcarrière van István Szekér voerde hem langs tal van clubs. Zo kwam hij in 1997 in Nederland bij Willem II terecht. Destijds was Co Adriaanse trainer van het elftal en was de club een subtopper in de Eredivisie. In zijn eerste seizoen kwam hij tot acht optredens bij de Tilburgers. In seizoen 1998/1999 speelde hij slechts één duel en mocht daarna tussentijds vertrekken van Adriaanse. Supporters van de club riepen Szekér jaren later uit tot een van de grootste miskopen in de geschiedenis van de club. Zo zou zijn uiterlijk meer angst ingeboezemd hebben bij tegenstanders dan zijn voetballende kwaliteiten.